# Liste der Lieder von Santiano
Dies ist eine Liste der Lieder der Musikgruppe Santiano. Die Titel sind alphabetisch sortiert. Die Liste gibt auch Auskunft über die Urheber.

## Liste der Lieder
In den Spalten der Tabelle sind neben dem Titel des Musikstücks, den Namen der Autoren und dem Titel des Albums, die Zeitdauer des Songs in Minuten und Sekunden auf dem genannten Album und das Jahr der Erstveröffentlichung (VÖJ) angegeben.
Die Tabelle ist per Voreinstellung alphabetisch nach dem Titel des Musikstücks sortiert. Darüber hinaus kann sie nach den anderen Spalten durch Anklicken der kleinen Pfeile im Tabellenkopf auf- oder absteigend sortiert werden.
| Inhaltsverzeichnis # A B C D E F G H I J K L M N O P Q R S T U V W X Y Z |

| Titel                                                              | Musik                                                                                     | Text                                                                            | Album                                                             | Dauer | VÖJ  |
| ------------------------------------------------------------------ | ----------------------------------------------------------------------------------------- | ------------------------------------------------------------------------------- | ----------------------------------------------------------------- | ----- | ---- |
| 500 Meilen (500 Miles)                                             | Hartmut Krech, Mark Nissen (Arrangement)                                                  | Lukas Hainer (deutscher Text)                                                   | Bis ans Ende der Welt                                             | 3:47  | 2012 |
| Ade, Ade                                                           | Hartmut Krech, Mark Nissen, Lukas Hainer, Arne Wiegand, Nils Lang                         | Hartmut Krech, Mark Nissen, Lukas Hainer, Arne Wiegand, Nils Lang               | Von Liebe, Tod und Freiheit, Special Edition                      | 4:20  | 2015 |
| Alle, die mit uns auf Kaperfahrt fahren                            | Volkslied, Hartmut Krech, Mark Nissen, Johannes Braun (Arrangement)                       | Gottfried Wolters                                                               | Bis ans Ende der Welt                                             | 3:05  | 2012 |
| An’t Enn vun de Welt                                               | Hartmut Krech, Mark Nissen                                                                | Hans-Timm Hinrichsen, Hartmut Krech, Lukas Hainer, Mark Nissen                  | Wenn die Kälte kommt                                              | 3:35  | 2021 |
| Auf nach Californio                                                | Hartmut Krech, Mark Nissen                                                                | Lukas Hainer                                                                    | Bis ans Ende der Welt                                             | 3:29  | 2012 |
| Bis in alle Ewigkeit (Walhalla)                                    | Eric Bazilian, Robert Hyman                                                               | Eric Bazilian, Robert Hyman                                                     | Mit den Gezeiten                                                  | 4:20  | 2013 |
| Blow Boys Blow                                                     | Pete Sage                                                                                 | Pete Sage                                                                       | Bis ans Ende der Welt                                             | 2:27  | 2012 |
| Brüder im Herzen                                                   | Hartmut Krech, Mark Nissen, Johannes Braun                                                | Frank Ramond                                                                    | Im Auge des Sturms                                                | 3:48  | 2017 |
| Da braut sich was zusammen                                         | Hartmut Krech, Mark Nissen                                                                | Jovanka von Wilsdorf                                                            | Da braut sich was zusammen (Single)                               | 4:48  | 2025 |
| Das ist eure Zeit                                                  | Hartmut Krech, Johannes Braun, Mark Nissen                                                | Hartmut Krech, Lukas Hainer, Mark Nissen                                        | Wenn die Kälte kommt                                              | 4:13  | 2021 |
| Das Mädchen und die Liebe (Oonagh feat. Santiano)                  | Hartmut Krech, Johannes Braun, Mark Nissen                                                | Hartmut Krech, Johannes Braun, Mark Nissen, Lukas Hainer                        | Märchen enden gut                                                 | 2:56  | 2016 |
| Deine Reise endet nie                                              | Basti Becks, David Neisser, Dirk Schlag                                                   | Basti Becks, David Neisser, Dirk Schlag, Frank Ramond                           | Im Auge des Sturms                                                | 3:34  | 2017 |
| Der Alte und das Meer                                              | Hartmut Krech, Mark Nissen, Björn Both                                                    | Hartmut Krech, Mark Nissen, Lukas Hainer                                        | Von Liebe, Tod und Freiheit                                       | 3:43  | 2015 |
| Die Antwort weiß der Wind                                          | Hartmut Krech, Mark Nissen, Johannes Braun, Lukas Hainer                                  | Hartmut Krech, Mark Nissen, Lukas Hainer                                        | Die Sehnsucht ist mein Steuermann                                 | 4:05  | 2022 |
| Der Wind ruft meinen Namen                                         | Hartmut Krech, Mark Nissen                                                                | Björn Both, Mark Nissen, Hartmut Krech                                          | Bis ans Ende der Welt                                             | 4:00  | 2012 |
| Die alten Segler                                                   | Peter Reber                                                                               | Peter Reber                                                                     | Von Liebe, Tod und Freiheit, Special Edition                      | 4:13  | 2015 |
| Die Glocke                                                         |                                                                                           |                                                                                 | Mit den Gezeiten bis ans Ende der Welt                            | 2:59  | 2013 |
| Die letzte Fahrt                                                   | Hartmut Krech, Mark Nissen, Lukas Hainer                                                  | Hartmut Krech, Mark Nissen, Lukas Hainer                                        | Von Liebe, Tod und Freiheit                                       | 4:11  | 2015 |
| Die Sehnsucht ist mein Steuermann                                  | Hartmut Krech, Johannes Braun, Mark Nissen                                                | Ali Zuckowski, Hartmut Krech, Johannes Braun, Mark Nissen                       | Im Auge des Sturms                                                | 4:58  | 2017 |
| Diggy Liggy Lo                                                     | J. D. Miller                                                                              | J. D. Miller                                                                    | Bis ans Ende der Welt – Live aus der Hamburger Fischauktionshalle | 7:32  | 2017 |
| Doch ich weiß es (mit Bannkreis)                                   | Bodenski, Hartmut Krech, Johannes Braun, Mark Nissen, Peter Müssig, Simon Michael Schmitt | Bodenski, Frank Ramond                                                          | Im Auge des Sturms                                                | 3:38  | 2017 |
| Drums and Guns / Johnny I Hardly Knew Ye                           | Hartmut Krech, Mark Nissen                                                                | Hartmut Krech, Mark Nissen                                                      | Mit den Gezeiten                                                  | 3:18  | 2013 |
| Du machst mir Mut                                                  | Hartmut Krech, Johannes Braun, Mark Nissen                                                | Hartmut Krech, Johannes Braun, Mark Nissen                                      | Haithabu – Im Auge Des Sturms                                     | 3:30  | 2018 |
| Ein Leben lang                                                     | Hartmut Krech, Johannes Braun, Mark Nissen                                                | Hartmut Krech, Lukas Hainer, Mark Nissen                                        | Wenn die Kälte kommt                                              | 4:32  | 2021 |
| Eine Mannschaft (mit Oonagh)                                       | Hartmut Krech, Johannes Braun, Lukas Hainer, Mark Nissen                                  | Hartmut Krech, Johannes Braun, Lukas Hainer, Mark Nissen                        | König der Piraten                                                 | 3:13  | 2016 |
| Eisberg voraus                                                     | Hartmut Krech, Johannes Braun, Lukas Hainer, Mark Nissen                                  | Hartmut Krech, Johannes Braun, Lukas Hainer, Mark Nissen                        | König der Piraten                                                 | 3:22  | 2016 |
| Ekke Nekkepenn                                                     | Hartmut Krech, Mark Nissen                                                                | Hartmut Krech, Mark Nissen, Lukas Hainer                                        | Da Braut Sich Was Zusammen                                        | 3:26  | 2025 |
| Es gibt nur Wasser                                                 | Hartmut Krech, Mark Nissen                                                                | Hartmut Krech, Mark Nissen, Lukas Hainer                                        | Mit den Gezeiten                                                  | 3:16  | 2012 |
| Fairytale of New York (feat. Sarah Jane Scott)                     | Shane Patrick Lysaght Mac-Gowan                                                           | Shane Patrick Lysaght Mac-Gowan                                                 | Haithabu – Im Auge Des Sturms                                     | 3:21  | 2018 |
| Fass dir ein Herz (mit Oonagh)                                     | Hartmut Krech, Johannes Braun, Lukas Hainer, Mark Nissen                                  | Hartmut Krech, Johannes Braun, Lukas Hainer, Mark Nissen                        | König der Piraten                                                 | 4:12  | 2016 |
| Frei wie der Wind                                                  | Mark Nissen, Hartmut Krech, Andreas Fahnert                                               | Axel Stosberg, Hans-Timm Hinrichsen                                             | Bis ans Ende der Welt                                             | 3:07  | 2012 |
| Fresenhof                                                          | Knut Kiesewetter                                                                          | Knut Kiesewetter                                                                | Von Liebe, Tod und Freiheit                                       | 2:53  | 2015 |
| Garten Eden                                                        | Trad., Hartmut Krech, Mark Nissen, Lukas Hainer (Arrangement)                             | Björn Both, Lukas Hainer                                                        | Bis ans Ende der Welt                                             | 3:49  | 2012 |
| Gestrandet                                                         | Mark Nissen, Hartmut Krech, Ali Zuckowski                                                 | Mark Nissen, Hartmut Krech, Ali Zuckowski                                       | Mit den Gezeiten                                                  | 4:15  | 2013 |
| Gott muss ein Seemann sein                                         | Mark Nissen, Hartmut Krech                                                                | Lukas Hainer                                                                    | Mit den Gezeiten                                                  | 3:47  | 2013 |
| Graubart                                                           | Arne Wiegand, Hartmut Krech, Mark Nissen                                                  | Arne Wiegand, Frank Ramond, Hartmut Krech, Mark Nissen                          | Wenn die Kälte kommt                                              | 4:06  | 2021 |
| Great Song of Indifference                                         | Bob Geldof                                                                                | Bob Geldof                                                                      | Mit den Gezeiten                                                  | 3:13  | 2013 |
| Hart am Wind                                                       | Hartmut Krech, Johannes Braun, Mark Nissen                                                | Hartmut Krech, Johannes Braun, Lukas Hainer, Mark Nissen                        | Haithabu – Im Auge Des Sturms                                     | 3:56  | 2018 |
| Hast du nen Freund                                                 | Hartmut Krech, Johannes Braun, Lukas Hainer, Mark Nissen                                  | Hartmut Krech, Johannes Braun, Lukas Hainer, Mark Nissen                        | König der Piraten                                                 | 3:50  | 2016 |
| Have a Drink on Me                                                 | Mark Nissen, Hartmut Krech, Ali Zuckowski, Pete Sage                                      | Mark Nissen, Hartmut Krech, Ali Zuckowski, Pete Sage                            | Mit den Gezeiten                                                  | 3:00  | 2013 |
| Heave Ho                                                           | Andreas Fahnert, Hartmut Krech, Johannes Braun, Mark Nissen                               | Hartmut Krech, Johannes Braun, Lukas Hainer, Mark Nissen                        | Wenn die Kälte kommt                                              | 3:46  | 2021 |
| Herren der Winde (mit Oonagh)                                      | Hartmut Krech, Johannes Braun, Lukas Hainer, Mark Nissen                                  | Hartmut Krech, Johannes Braun, Lukas Hainer, Mark Nissen                        | König der Piraten                                                 | 3:38  | 2016 |
| Hoch im Norden                                                     | Mark Nissen, Hartmut Krech, Lukas Hainer, Axel Stosberg                                   | Mark Nissen, Hartmut Krech, Lukas Hainer, Axel Stosberg                         | Mit den Gezeiten                                                  | 4:13  | 2013 |
| Hooray for Whiskey                                                 | Hartmut Krech, Mark Nissen, Johannes Braun                                                | Hartmut Krech, Mark Nissen, Johannes Braun                                      | Im Auge des Sturms                                                | 3:11  | 2017 |
| Hörst du den Wind (Oonagh feat. Santiano)                          | Ali Zukowski, David Jürgens, Senta-Sofia Delliponti                                       | Hartmut Krech, Lukas Hainer, Mark Nissen                                        | Oonagh                                                            | 3:08  | 2014 |
| Ich bring dich heim                                                | Hartmut Krech, Mark Nissen, Johannes Braun                                                | Hartmut Krech, Mark Nissen, Johannes Braun                                      | Im Auge des Sturms                                                | 4:17  | 2017 |
| Ihr sollt nicht trauern                                            | Hartmut Krech, Johannes Braun, Lukas Hainer, Mark Nissen                                  | Hartmut Krech, Johannes Braun, Lukas Hainer, Mark Nissen                        | Im Auge des Sturms                                                | 3:48  | 2017 |
| Im Auge des Sturms (feat. Anna Brunner)                            | Ali Zuckowski, Hartmut Krech, Johannes Braun, Mark Nissen                                 | Ali Zuckowski, Hartmut Krech, Johannes Braun, Mark Nissen                       | Im Auge des Sturms                                                | 3:41  | 2017 |
| Irish Rover                                                        | Trad., Vladimir Cosma                                                                     | Trad., Vladimir Cosma                                                           | Bis ans Ende der Welt                                             | 3:23  | 2012 |
| Ist doch egal                                                      | Hartmut Krech, Johannes Braun, Lukas Hainer, Mark Nissen                                  | Hartmut Krech, Johannes Braun, Lukas Hainer, Mark Nissen                        | König der Piraten                                                 | 3:07  | 2016 |
| Johnny Boy                                                         | Dirk Schlag, Hartmut Krech, Mark Nissen                                                   | Lukas Hainer                                                                    | Von Liebe, Tod und Freiheit                                       | 3:32  | 2015 |
| Joho und ne Buddel voll Rum                                        | Hartmut Krech, Mark Nissen, Johannes Braun, Lukas Hainer                                  | Hartmut Krech, Mark Nissen, Johannes Braun, Lukas Hainer                        | Von Liebe, Tod und Freiheit                                       | 3:01  | 2015 |
| Keiner wird entkommen                                              | Hartmut Krech, Johannes Braun, Lukas Hainer, Mark Nissen                                  | Hartmut Krech, Johannes Braun, Lukas Hainer, Mark Nissen                        | König der Piraten                                                 | 3:11  | 2016 |
| Kinder des Kolumbus                                                | Peter Reber                                                                               | Peter Reber                                                                     | Von Liebe, Tod und Freiheit                                       | 3:33  | 2015 |
| Könnt ihr mich hören                                               | Hartmut Krech, Johannes Braun, Klaus Doldinger, Mark Nissen                               | Hartmut Krech, Johannes Braun, Lukas Hainer, Mark Nissen                        | Im Auge des Sturms                                                | 4:46  | 2017 |
| Land in Sicht                                                      | Björn Both                                                                                | Björn Both                                                                      | Bis ans Ende der Welt                                             | 4:16  | 2012 |
| Land of Green                                                      | Hartmut Krech, Mark Nissen, Ali Zuckowski, Justin Balk                                    | Hartmut Krech, Mark Nissen, Ali Zuckowski, Justin Balk                          | Von Liebe, Tod und Freiheit, Special Edition                      | 3:57  | 2015 |
| Lange her                                                          | Hartmut Krech, Johannes Braun, Mark Nissen                                                | Hartmut Krech, Lukas Hainer, Mark Nissen                                        | Wenn die Kälte kommt                                              | 3:22  | 2021 |
| Lieder der Freiheit                                                | Musik: Mike Oldfield (To France)                                                          | Musik: Mike Oldfield (To France)                                                | Von Liebe, Tod und Freiheit                                       | 3:39  | 2015 |
| Liekedeeler                                                        | Hartmut Krech, Johannes Braun, Mark Nissen                                                | Frank Ramond, Hartmut Krech, Johannes Braun, Mark Nissen                        | Im Auge des Sturms                                                | 3:11  | 2017 |
| Mädchen von Haithabu                                               | Hartmut Krech, Johannes Braun, Mark Nissen                                                | Frank Ramond                                                                    | Haithabu – Im Auge Des Sturms                                     | 2:59  | 2018 |
| Marie                                                              | Trad., Mark Nissen, Hartmut Krech (Arrangement)                                           | Frank Ramond, Mark Nissen, Hartmut Krech                                        | Mit den Gezeiten                                                  | 3:28  | 2013 |
| Minne (Oonagh feat. Santiano)                                      | Sandro Friedrich, Hartmut Krech, Mark Nissen                                              | Hartmut Krech, Mark Nissen, Frank Ramond                                        | Oonagh                                                            | 2:59  | 2014 |
| Molly Malone                                                       | Traditional / Bearbeitung: Hartmut Krech, Mark Nissen                                     | Traditional / Bearbeitung: Hartmut Krech, Mark Nissen                           | Bis ans Ende der Welt (Second Edition)                            | 4:00  | 2012 |
| Nicht umsonst gelebt                                               | Hartmut Krech, Johannes Braun, Mark Nissen                                                | Frank Ramond, Hartmut Krech, Johannes Braun, Lukas Hainer, Mark Nissen          | Wenn die Kälte kommt                                              | 4:32  | 2021 |
| Nichts als Horizonte                                               | Hartmut Krech, Jörn Heilbutt, Mark Nissen                                                 | Frank Ramond                                                                    | Wenn die Kälte kommt                                              | 3:46  | 2021 |
| Richtung Freiheit                                                  | Hartmut Krech, Lukas Hainer, Mark Nissen                                                  | Hartmut Krech, Lukas Hainer, Mark Nissen, Andreas Fahnert                       | Von Liebe, Tod und Freiheit                                       | 3:38  | 2015 |
| Rolling Home                                                       | Mark Nissen, Hartmut Krech, Andreas Fahnert, Lukas Hainer, Hans-Timm Hinrichsen           | Mark Nissen, Hartmut Krech, Andreas Fahnert, Lukas Hainer, Hans-Timm Hinrichsen | Mit den Gezeiten                                                  | 3:06  | 2013 |
| Rolling the Woodpile                                               | Traditional / Hartmut Krech, Mark Nissen, Peter Müssig (Arrangement)                      | Traditional                                                                     | Von Liebe, Tod und Freiheit                                       | 3:12  | 2015 |
| Rungholt                                                           | Björn Both, Hartmut Krech, Mark Nissen                                                    | Björn Both, Hartmut Krech, Mark Nissen                                          | Von Liebe, Tod und Freiheit                                       | 3:44  | 2015 |
| Sail Away                                                          | Hartmut Krech, Mark Nissen, Johannes Braun, Peter Müssig                                  | Hartmut Krech, Mark Nissen, Johannes Braun, Lukas Hainer                        | Im Auge des Sturms                                                | 3:28  | 2017 |
| Salz auf unserer Haut                                              | Mark Nissen, Hartmut Krech                                                                | Lukas Hainer                                                                    | Mit den Gezeiten                                                  | 3:11  | 2013 |
| Santiano                                                           | Hartmut Krech, Mark Nissen (Arrangement)                                                  | Antonio Berardi, Lukas Hainer                                                   | Bis ans Ende der Welt                                             | 3:03  | 2012 |
| Schipmann                                                          | Hartmut Krech, Mark Nissen, Johannes Braun, Lukas Hainer                                  | Hartmut Krech, Mark Nissen, Johannes Braun, Lukas Hainer                        | Von Liebe, Tod und Freiheit, Special Edition                      | 3:13  | 2015 |
| Schwarz wie die Nacht                                              | Hartmut Krech, Johannes Braun, Mark Nissen, Andreas Fahnert                               | Hartmut Krech, Johannes Braun, Mark Nissen. Lukas Hainer                        | König der Piraten                                                 | 3:18  | 2016 |
| Seemann                                                            | Mark Nissen, Hartmut Krech                                                                | Mark Nissen, Hartmut Krech, Ali Zuckowski                                       | Mit den Gezeiten                                                  | 3:33  | 2013 |
| Seine Heimat war die See                                           | Hartmut Krech, Justin Balk, Lukas Hainer, Mark Nissen                                     | Hartmut Krech, Justin Balk, Lukas Hainer, Mark Nissen                           | Von Liebe, Tod und Freiheit                                       | 4:14  | 2015 |
| Sieben Jahre                                                       | Trad., Mark Nissen, Hartmut Krech, Björn Both (Arrangement)                               | Frank Ramond, Hartmut Krech, Björn Both                                         | Mit den Gezeiten                                                  | 3:00  | 2013 |
| Solange die Fiddle spielt                                          | Hartmut Krech, Jim Müller, Marc Schettler, Mark Nissen (Musik)                            | instrumental                                                                    | Wenn die Kälte kommt                                              | 3:04  | 2021 |
| St. Malo                                                           | Hartmut Krech, Mark Nissen                                                                | Lukas Hainer, Hartmut Krech, Mark Nissen, Annett Lorenzen-Krech                 | Bis ans Ende der Welt (Second Edition)                            | 3:16  | 2012 |
| Steh auf                                                           | Hartmut Krech, Mark Nissen                                                                | Hartmut Krech, Lukas Hainer, Mark Nissen                                        | Wenn die Kälte kommt                                              | 3:42  | 2021 |
| Sturmgeboren                                                       | Hartmut Krech, Lukas Hainer, Mark Nissen                                                  | Hartmut Krech, Lukas Hainer, Mark Nissen                                        | Von Liebe, Tod und Freiheit                                       | 3:24  | 2015 |
| Tanz mit mir (Faun feat. Santiano)                                 | Hartmut Krech, Mark Nissen                                                                | Frank Ramond                                                                    | Von den Elben                                                     | 3:02  | 2013 |
| The Devil Made the Rum for Us (Der Teufel hat den Schnaps gemacht) | Udo Jürgens                                                                               | Michael Kunze                                                                   | Mitten im Leben – Das Tribute Album                               | 3:05  | 2014 |
| The Fiddler on the Deck                                            | Hartmut Krech, Mark Nissen                                                                | Hartmut Krech, Mark Nissen, Frank Ramond, Lukas Hainer                          | Mit den Gezeiten (Second Edition)                                 | 3:03  | 2012 |
| Transatlantik Blues                                                |                                                                                           |                                                                                 | Mit den Gezeiten bis ans Ende der Welt                            | 3:57  | 2013 |
| Tri Martolod                                                       | Traditional / Hartmut Krech, Mark Nissen (Arrangement)                                    | Lukas Hainer, Hartmut Krech, Mark Nissen                                        | Bis ans Ende der Welt (Second Edition)                            | 3:18  | 2012 |
| Under Jolly Roger                                                  | Hartmut Krech, Mark Nissen, Johannes Braun, Lukas Hainer                                  | Hartmut Krech, Mark Nissen, Johannes Braun, Lukas Hainer                        | Von Liebe, Tod und Freiheit                                       | 3:31  | 2015 |
| Unser Boot ist groß genug                                          | Hartmut Krech, Johannes Braun, Mark Nissen, Dirk Schlag                                   | Hartmut Krech, Johannes Braun, Mark Nissen, Lukas Hainer                        | König der Piraten                                                 | 4:02  | 2016 |
| Unsre Lieder werden bleiben                                        | Hartmut Krech, Mark Nissen, Johannes Braun                                                | Hartmut Krech, Johannes Braun, Lukas Hainer, Mark Nissen                        | Im Auge des Sturms                                                | 3:58  | 2017 |
| Vergiss mein nicht (Oonagh feat. Santiano)                         | Johannes Braun, Hartmut Krech, Mark Nissen                                                | Lukas Hainer, Hartmut Krech, Mark Nissen                                        | Oonagh                                                            | 4:24  | 2014 |
| Volle Fahrt                                                        | Hartmut Krech, Johannes Braun, Lukas Hainer, Mark Nissen                                  | Hartmut Krech, Johannes Braun, Lukas Hainer, Mark Nissen                        | König der Piraten                                                 | 3:02  | 2016 |
| Warten, dass der Wind bläst                                        | Björn Böth                                                                                | Björn Böth                                                                      | Bis ans Ende der Welt – Live aus der Hamburger Fischauktionshalle | 8:20  | 2012 |
| Was du liebst                                                      | Hartmut Krech, Jörn Heilbutt, Mark Nissen                                                 | Hartmut Krech, Lukas Hainer, Mark Nissen                                        | Wenn die Kälte kommt                                              | 3:34  | 2021 |
| Was mag das sein                                                   | Andreas Fahnert, Dirk Schlag, Lukas Hainer                                                | Hartmut Krech, Johannes Braun, Mark Nissen, Lukas Hainer                        | König der Piraten                                                 | 2:55  | 2016 |
| Weh mir                                                            | Hartmut Krech, Mark Nissen, Johannes Braun, Lukas Hainer                                  | Hartmut Krech, Mark Nissen, Johannes Braun, Lukas Hainer                        | Von Liebe, Tod und Freiheit, Special Edition                      | 4:37  | 2015 |
| Weit übers Meer (David’s Song)                                     | Vladimir Cosma                                                                            | Lukas Hainer (deutscher Text)                                                   | Bis ans Ende der Welt                                             | 3:11  | 2012 |
| Wellerman                                                          | Trad., Nathan Evans                                                                       | Trad., Nathan Evans                                                             | Wenn die Kälte kommt (Bonustitel)                                 | 3:11  | 2021 |
| Wenn die Kälte kommt                                               | Hartmut Krech, Johannes Braun, Mark Nissen                                                | Björn Both, Frank Ramond                                                        | Wenn die Kälte kommt                                              | 4:15  | 2021 |
| Wer hat Angst vorm Schwarzen Kosar                                 | Hartmut Krech, Johannes Braun, Lukas Hainer, Mark Nissen                                  | Hartmut Krech, Johannes Braun, Lukas Hainer, Mark Nissen                        | König der Piraten                                                 | 3:01  | 2016 |
| Wer kann segeln ohne Wind                                          | Hartmut Krech, Mark Nissen                                                                | Hartmut Krech, Lukas Hainer, Mark Nissen                                        | Wenn die Kälte kommt                                              | 3:43  | 2021 |
| Whiskey in the Jar                                                 | Trad., Hartmut Krech, Mark Nissen (Arrangement)                                           | Trad.                                                                           | Bis ans Ende der Welt                                             | 3:34  | 2012 |
| Wie zuhause (feat. Alligatoah)                                     | Hartmut Krech, Lukas Strobel                                                              | Hartmut Krech, Lukas Strobel, Lukas Hainer                                      | MTV Unplugged                                                     | 3:33  | 2019 |
| Wieder auf See (Wish You Were Here)                                | Leskelia Teijo                                                                            | Lukas Hainer                                                                    | Bis ans Ende der Welt (Second Edition)                            | 3:18  | 2012 |
| Wir für euch und ihr für uns                                       | Hartmut Krech, Mark Nissen, Johannes Braun                                                | Hartmut Krech, Johannes Braun, Lukas Hainer, Mark Nissen                        | Im Auge des Sturms                                                | 3:49  | 2017 |
| Wir sind uns treu                                                  | Mark Nissen, Hartmut Krech                                                                | Mark Nissen, Hartmut Krech, Lukas Hainer                                        | Mit den Gezeiten                                                  | 4:29  | 2013 |
| Wir werden niemals untergehen                                      | Frank Ramond, Mark Nisse, Hartmut Krech, Lukas Hainer                                     | Frank Ramond, Mark Nisse, Hartmut Krech, Lukas Hainer                           | Mit den Gezeiten (Special Edition)                                | 3:00  | 2014 |